# Haukijärvi (Karesuando socken, Lappland, 760536-176858)
Haukijärvi är en sjö i Kiruna kommun i Lappland och ingår i Torneälvens huvudavrinningsområde. Sjön har en area på 0,0423 kvadratkilometer och ligger 335,4 meter över havet.

## Delavrinningsområde
Haukijärvi ingår i det delavrinningsområde (760684-177152) som SMHI kallar för Förgrening. Medelhöjden är 333 meter över havet och ytan är 10,96 kvadratkilometer. Räknas de 5 avrinningsområdena uppströms in blir den ackumulerade arean 122,64 kvadratkilometer. Kaarejoki som avvattnar avrinningsområdet har biflödesordning 3, vilket innebär att vattnet flödar genom totalt 3 vattendrag innan det når havet efter 417 kilometer. Avrinningsområdet består mestadels av skog (50 procent) och sankmarker (40 procent). Avrinningsområdet har 0,85 kvadratkilometer vattenytor vilket ger det en sjöprocent på 7,8 procent. Bebyggelsen i området täcker en yta av 0,09 kvadratkilometer eller 1 procent av avrinningsområdet.